# Lingua ronga
La lingua ronga (nome nativo xiRonga) è una lingua bantu parlata nell'Africa meridionale, parlata da circa 720.000 persone nella parte meridionale del Mozambico e nel nord del Sudafrica.
Il ronga viene classificato all'interno del gruppo delle lingue tswa-ronga, compreso all'interno del gruppo S della classificazione di Guthrie delle lingue bantu; ha similarità con le altre lingue identificate nel gruppo (tswa e tsonga), parlate in Mozambico e Sudafrica, che vengono a volte considerati come tre distinti dialetti di una stessa lingua.